# 云南民族出版社
云南民族出版社（英語：Yunnan Nationalities Publishing House），1957年创建于中华人民共和国云南省昆明市，总部位于昆明市大观路94号，是一个以出版云南少数民族文字图书为主的多文种的综合性地方出版社。

## 概述
文化大革命期间云南民族出版社被撤销，1976年恢复。云南民族出版社以汉文或民族文字出版民族问题研究著作。少量出版有民族特色、适合本民族读者阅读的汉文图书。有用西双版纳傣文、德宏傣文、景颇文、傈僳文、拉祜文、佤文、纳西文、彝文、藏文、苗文、哈尼文、独龙文和汉文出版各类图书。
该社出版的有：《景汉词典》、《彝汉简明词典》、《佤汉简明词典》、《傈汉词典》、《娥姘与桑洛》、《葫芦信》、《早乐东》、《山的子孙》、《拉祜族常用药》、“云南少数民族自治地方概况丛书”26种、“云南少数民族民俗丛书”、《彝族叙事长诗选》、《明清云南土司通纂》、  《经济司法工作手册》(19辑)、《论原始宗教》等。